# Bus Simulator 16
Bus Simulator 16 es un videojuego de simulación de autobuses desarrollado por la compañía austriaca Stillalive Studios y distribuida por la alemana Astragon. Salió al mercado el 3 de marzo de 2016 para Microsoft Windows. Su motor de juego es el Unreal Engine 4. Una secuela directa del mismo, Bus Simulator 18, se lanzó en 2018.

## Jugabilidad
Bus Simulator 16 cuenta con las licencias de los vehículos móviles de MAN. Además de los autobuses del fabricante de autobuses alemán, el juego cuenta con un total de seis autobuses realistas que permiten a los jugadores conducir por cinco distritos. El juego también proporciona un administrador de rutas para que los jugadores creen sus propias líneas de autobús. Cuenta también con un modo multijugador.

## Desarrollo y lanzamiento
Bus Simulator 16 fue dado a conocer en julio de 2015. Fue el cuarto juego de la franquicia Bus Simulator creada por Astragon Entertainment, pero desarrollado por primera vez por el desarrollador austriaco de videojuegos Stillalive Studios. El lanzamiento del juego estaba programado para el 20 de enero de 2016 para Microsoft Windows, pero se pospuso hasta el 3 de marzo de 2016 debido a problemas técnicos. Poco después de su lanzamiento, se añadió contenido descargable con tres autobuses Mercedes-Benz con licencia, incluido un Mercedes-Benz Citaro G de 18 metros de largo.

## Recepción
Richard Allen de Invision Community puntuó (sobre 10) con un siete (7) el videojuego. Escribió sobre él que su manejo era "bastante similar al del American Truck Simulator de SCS Software", que se había publicado casi a la par.
James Graham de Dark Station le dio tres estrellas de cinco. Elogió las interesantes ideas del juego, pero criticó su pequeño mapa y la falta de contenido en profundidad.
Brash Games solo calificó el juego con una mala puntuación de tres puntos sobre diez. El escritor comentó que "es una mentira sin vida y sin alma de un simulador; y utilizo el término 'simulador' de la manera más flexible posible".